# Газопереробний завод Ферашбенд
Газопереробний завод Ферашбенд — розташоване у іранській провінції Фарс підприємство нафтогазової промисловості, котре здійснює підготовку продукції кількох родовищ.

## Загальний опис
У 1990-х роках неподалік від кордону провінцій Фарс та Бушир, за сотню кілометрів на південний захід від міста Шираз, почався розвиток потужного газовидобувного району. Першим ввели в дію родовище Даллан, на території якого в 1996-му запустили газопереробний завод Ферашбенд. А у 1999-му стартував видобуток на родовищі Агар (Aghar), котре вирішили розробляти за єдиним планом з Далланом із використанням спільних потужностей з підготовки продукції. Як наслідок, первісно кожне родовище подавало на ГПЗ Ферашбенд біля 20 млн м3 на добу.
У першій половині 2010-х до заводу підключили ще два родовища — Дей та Сефір-Захуд, котрі продукують 5,1 млн м3 та 10,2 млн м3 на добу відповідно. А наприкінці десятиліття розпочали проект збільшення  видобутку на Агарі, котрий повинен збільшити його показник вдвічі, до 40 млн м3 на добу.
Після підготовки (вилучення конденсату та дегідрації) газ постачається до магістрального трубопроводу IGAT III (починається дещо південніше в районі берегових потужностей найбільшого в світі газового родовища Південний Парс).
Ще одним напрямком використання підготованого на ГПЗ Ферашбенд газу є його закачування до кількох нафтових родовищ провінції Хузестан, що підтримує пластовий тиск та підвищує рівень нафтовилучення. При цьому ресурс із Фарсу спершу надходить на газопереробний завод NGL-1600, де з нього вилучають певну кількість зріджених вуглеводневих газів (гомологів метану). Станом на середину 2000-х NGL-1600 був розрахований на прийом до 17 млн м3 на добу, а в кінці 2010-х обсяг можливих поставок у цьому напрямку оцінювали у 22 млн м3 на добу. У випадку реалізації проекту збільшення вдвічі видобутку на Агарі поставки ресурсу для підтримки пластового тиску можуть досягти 45 млн м3 на добу. Можливо відзначити, що на закачування передусім спрямовують газ із підвищеним вмістом сірководню (наприклад, саме такий отримують з Сефір-Захуд).
Конденсат — як отриманий з установок попередньої підготовки газу родовищ, так і вилучений на ГПЗ Ферашбенд — спрямовують на нафтопереробний завод Шираз.
Для обслуговування ГПЗ Ферашбенд створена мережа газо- і конденсатопроводів, котра дозволяє отримувати ресурс із родовищ Агар, Дей та Сефід-Захур, а також постачати продукти переробки до ГПЗ NGL-1600 та НПЗ Шираз.